# Lista orașelor din Macedonia de Nord
Aceasta este o listă de orașe din Republica Macedonia de Nord.
- Berovo
- Bitola
- Debar
- Delcevo
- Demir Kapija
- Demir Hisar
- Gostivar
- Ghevghelia
- Kavadarți
- Kicevo
- Koceani
- Kratovo
- Crușova
- Kriva Palanka
- Kumanovo
- Makedonski Brod
- Negotino
- Ohrid
- Prilep
- Probiștip
- Radoviș
- Resen
- Skopje
- Știp
- Struga
- Strumița
- Sveti Nikole
- Tetovo
- Valandovo
- Veles
- Vința